# Müritz
A Müritz-tó (([ˈmyːʁɪts]; szláv nyelven morcze = „kis tenger / kleines Meer”) a legnagyobb teljes egészében Németországban fekvő tó. Mecklenburg–Elő-Pomerániában található. 